# Milíkov (hradiště)
Milíkov (též hrad Boleslav) je hradiště u stejnojmenné vesnice u Stříbra v okrese Tachov. Nachází se na ostrožně nad soutokem Mže a Otročínského potoka asi jeden kilometr severovýchodně od vesnice a je chráněné jako kulturní památka ČR.

## Historie
Lokalitu bezdůvodně spojil s názvem Boleslav v roce 1974 Adolf Vešta. Povrchový průzkum však vyloučil její středověké osídlení a charakter dochovaného valu odpovídá spíše pravěkým opevněním. Předpokládá se tedy, že se na ostrožně nacházelo pravěké opevněné výšinné sídliště. Archeologické nálezy, které by umožnily přesnější datování, nebyly sběrem získány. Přestože středověké osídlení místa nebylo prokázáno, je možné, že opevnění ve strategické poloze nad cestou a blízkým brodem bylo využíváno i v mladších obdobích.

## Stavební podoba
Hradiště se nachází na ostrožně ve výšce asi 420 metrů. Nejužší místo přístupové šíje přetíná 1,5–2,5 metru vysoký val, podél jehož jihovýchodní strany vede cesta do zadní části ostrožny. Vrchní plocha valu je poškozená nepravidelnými jámami. Podél cesty, která poškodila val, jsou patrné kameny, z nichž některé nesou stopy požáru.